# Liste der Kulturdenkmäler in Winningen

Winningen

In der Liste der Kulturdenkmäler in Winningen sind alle Kulturdenkmäler der rheinland-pfälzischen Ortsgemeinde Winningen aufgeführt. Grundlage ist die Denkmalliste des Landes Rheinland-Pfalz (Stand: 27. Oktober 2023).

## Denkmalzonen
| Bezeichnung                 | Lage                                                                                            | Baujahr                               | Beschreibung | Bild            |
| --------------------------- | ----------------------------------------------------------------------------------------------- | ------------------------------------- | --- | --------------- |
| Denkmalzone Friedrichstraße | Friedrichstraße 33–55 (ungerade Nummern) und 26–46 (gerade Nummern), Marktstraße 22 und 24 Lage | spätes 19. und frühes 20. Jahrhundert | geschlossene Zeilen zweigeschossiger Winzerhäuser aus dem späten 19. und frühen 20. Jahrhundert, meist typenhafte Schieferbruchsteinbauten mit Toreinfahrten, Kniestock und oft Bogenfriesen | Fotos hochladen |

## Einzeldenkmäler
| Bezeichnung                       | Lage                                              | Baujahr                                       | Beschreibung | Bild                           |
| --------------------------------- | ------------------------------------------------- | --------------------------------------------- | --- | ------------------------------ |
| Stadtbefestigung                  | Am Moselufer Lage                                 | ab 1398                                       | von der 1398 begonnenen, 1568–83 durch eine Ringmauer ersetzten Befestigung Mauerreste in den Häusern verbaut; erhalten an der Mosel das spätmittelalterliche Horntor, Schlussstein bezeichnet 1750 | Fotos hochladen                |
| Weinhof                           | Am Moselufer 5 Lage                               | 1897                                          | Weinkeller 1897, zwei Zinnentürme | weitere Bilder Fotos hochladen |
| Villa                             | Am Moselufer 9, Fährstraße 6 Lage                 | Ende des 19. Jahrhunderts                     | späthistoristische Villa; am Eingang Wappenstein, 1776; Fährstraße 6: Massivbau, 18. Jahrhundert; Gesamtanlage mit Garten | Fotos hochladen                |
| Hof der Freiherren von Heddesdorf | Am Moselufer 10, Amtsstraße 7, Kirchstraße 6 Lage | ab dem 16. Jahrhundert                        | dreigeschossiger Putzbau mit Eckerkertürmchen, frühes 19. Jahrhundert, Gesamtanlage mit Garten und Gartenmauer; rückwärtiger Mansarddachanbau, spätes 18. Jahrhundert; Amtsstraße 7: Fachwerkhaus, teilweise massiv, 18. Jahrhundert; sechs Grabplatten, teilweise mittelalterlich; Kirchstraße 6: Putzbau, 16. Jahrhundert (?) | Fotos hochladen                |
| Torbogen                          | Amtsstraße, an Nr. 6 Lage                         | 1618                                          | Torbogen der ehemaligen Poststation, bezeichnet 1618 | BW                             |
| Rathaus                           | August-Horch-Straße 3 Lage                        | 1901                                          | Putzbau, Giebelfachwerk, bezeichnet 1901 | weitere Bilder Fotos hochladen |
| Wohnhaus                          | August-Horch-Straße 5 Lage                        | um 1900                                       | Putzbau, Treppengiebel, um 1900 | Fotos hochladen                |
| Wohnhaus                          | Bachstraße 47 Lage                                | 1763                                          | Fachwerkhaus, teilweise massiv; Bachstraßen-Fassade vorgeblendet, 19. oder 20. Jahrhundert, Vorderhaus bezeichnet 1763, Mansarddachbau 18. Jahrhundert | BW                             |
| Wohnhaus                          | Bachstraße 70 Lage                                | 1762                                          | Fachwerkhaus, teilweise massiv, abgewalmtes Mansarddach, bezeichnet 1762 | BW                             |
| Katholische Kirche St. Martin     | Bahnhofstraße Lage                                | 1852                                          | neuromanischer Saalbau, 1852, Architekt Ferdinand Nebel, Koblenz | Fotos hochladen                |
| Villa                             | Bahnhofstraße 10 Lage                             | um 1900                                       | Villa, mehrgliedriger Putzbau, Treppeneingangsturm, um 1900 | Fotos hochladen                |
| Villa                             | Bahnhofstraße 11 Lage                             | Ende des 19. Jahrhunderts                     | Villa, dreigeschossiger Walmdachbach, Ende des 19. Jahrhunderts, zweigeschossiger Keller | Fotos hochladen                |
| Bahnhof Winningen                 | Bahnhofstraße 12/13 Lage                          | um 1880                                       | mehrgliedriger Bau, Schieferbruchsteinsockel, Treppengiebel, 1907; Alter Bahnhof, früher Typenbau, um 1880, Verladebahnhof; Gesamtanlage mit Gleisen | Fotos hochladen                |
| Wohnhaus                          | Fährstraße 1 Lage                                 | spätes 19. Jahrhundert                        | spätklassizistischer Putzbau, spätes 19. Jahrhundert | Fotos hochladen                |
| Wohnhaus                          | Fährstraße 7 Lage                                 | 18. Jahrhundert                               | Mansarddachbau, 18. Jahrhundert, Tür bezeichnet 1569 | Fotos hochladen                |
| Wohnhaus                          | Fährstraße 23 Lage                                | Ende des 17. Jahrhunderts                     | Fachwerkhaus, teilweise massiv, Ende des 17. Jahrhunderts | Fotos hochladen                |
| Wohnhaus                          | Fährstraße 25 Lage                                | 17. Jahrhundert                               | Fachwerkhaus, teilweise massiv, Mansarddach, 17. Jahrhundert | Fotos hochladen                |
| Inschrift                         | Fährstraße, an Nr. 27 Lage                        | 1784                                          | Tafel am Eingang zum alten Friedhofstor, bezeichnet 1784 | Fotos hochladen                |
| Wohnhaus                          | Fährstraße 33 Lage                                | 19. Jahrhundert                               | Putzbau, 19. Jahrhundert | Fotos hochladen                |
| Wohnhaus                          | Fährstraße 35 Lage                                | Anfang des 19. Jahrhunderts                   | Krüppelwalmdachbau, Anfang des 19. Jahrhunderts | Fotos hochladen                |
| Knaudthaus                        | Fährstraße 53 Lage                                | 1846                                          | ehemaliges Armenhaus; eingeschossiger Krüppelwalmdachbau, Bogennischen, 1846 | Fotos hochladen                |
| Wohnhaus                          | Friedrichstraße 4 Lage                            | 18. Jahrhundert                               | eingeschossiger Putzbau, Fachwerkgiebel, 18. Jahrhundert | Fotos hochladen                |
| Wohnhaus                          | Friedrichstraße 5 Lage                            | 19. Jahrhundert                               | Putzbau, 19. Jahrhundert | Fotos hochladen                |
| Skulptur                          | Friedrichstraße, an Nr. 11 Lage                   | 18. oder 19. Jahrhundert                      | Konsolfigur, 18. oder 19. Jahrhundert | Fotos hochladen                |
| Winzerhaus                        | Friedrichstraße 23 Lage                           | 1901                                          | Winzerhaus; Putzbau, bezeichnet 1901 | Fotos hochladen                |
| Kurtrierischer Fronhof            | Fronstraße 2, Am Moselufer 6 Lage                 | Anfang des 19. Jahrhunderts                   | Krüppelwalmdachbau, Anfang des 19. Jahrhunderts; Wappenstein bezeichnet 1784 | Fotos hochladen                |
| Wohnhaus                          | Fronstraße 3 Lage                                 |                                               | Putzbau | BW                             |
| Wohnhaus                          | Fronstraße 7/9 Lage                               | 1707                                          | Fachwerkhaus, teilweise massiv, bezeichnet 1707 und 1717 | BW                             |
| Kriegerdenkmal                    | Graf-Sponheim-Straße, auf dem Friedhof Lage       | um 1920                                       | Kriegerdenkmal, sechseckiger Pfeiler mit Reliefs | BW                             |
| Wohnhaus                          | Herrenstraße 1 Lage                               | 1783                                          | Fachwerkhaus, teilweise massiv, bezeichnet 1783 | Fotos hochladen                |
| Wohnhaus                          | Herrenstraße 6 Lage                               | 1692                                          | Fachwerkhaus, teilweise massiv, bezeichnet 1692 | Fotos hochladen                |
| Wohnhaus                          | Herrenstraße 11 Lage                              | 18. Jahrhundert                               | Fachwerkhaus, teilweise massiv, 18. Jahrhundert | Fotos hochladen                |
| Wohnhaus                          | Herrenstraße 13 Lage                              | 1551                                          | Massivbau, bezeichnet 1551 | Fotos hochladen                |
| Wohnhaus                          | Herrenstraße 14 Lage                              | 18. Jahrhundert                               | Fachwerkhaus, teilweise massiv und verschiefert, 18. Jahrhundert | Fotos hochladen                |
| Wohnhaus                          | Herrenstraße 16 Lage                              | 18. Jahrhundert                               | Fachwerkhaus, teilweise massiv, 18. Jahrhundert | Fotos hochladen                |
| Wohnhaus                          | Herrenstraße 18 Lage                              | 1750                                          | Fachwerkhaus, teilweise massiv, Walmdach, bezeichnet 1750 | Fotos hochladen                |
| Evangelische Kirche               | Kirchstraße Lage                                  | um 1200                                       | romanischer Turm, neuromanischer Giebel und Dach 1879, südliches Chörlein und Langhauswestteile im Kern spätromanisch, Umbau 1695, Mittelschiff 1902 durch Ferdinand Bernhard, Winningen, erhöht, Portal, bezeichnet 1695; außen drei Grabplatten, 17. Jahrhundert; Gesamtanlage mit Pfarrhaus und -garten                      | weitere Bilder Fotos hochladen |
| Evangelisches Pfarrhaus           | Kirchstraße 5 Lage                                | 1751/52                                       | Mansardwalmdachbau, 1751/52; Pfarrgarten mit Eingang, bezeichnet 1732; Gesamtanlage mit Kirche | Fotos hochladen                |
| Wohnhaus                          | Kirchstraße 7 Lage                                | 20. Jahrhundert                               | Mansardwalmdachbau, 20. Jahrhundert | Fotos hochladen                |
| Heddesdorfer Hof                  | Kirchstraße 8 Lage                                | 17. Jahrhundert                               | Putzbau, 17. Jahrhundert | Fotos hochladen                |
| Schulhaus                         | Marktstraße 12 Lage                               | 1858/59                                       | ehemalige Volksschule; Schieferbruchsteinbau mit Kniestock, bezeichnet 1858/59, wenig späterer Anbau | Fotos hochladen                |
| Weinhaus Rebstock                 | Marktstraße 48 Lage                               | zweite Hälfte des 19. Jahrhunderts            | Putzbau, abgetreppter Giebelfries, zweite Hälfte des 19. Jahrhunderts | BW                             |
| Winninger Turn Verein             | Neustraße 31 Lage                                 | Ende des 19. oder Anfang des 20. Jahrhunderts | eingeschossiger Tanzsaal, Turnerheim, Rundbogenstil, Ende des 19. oder Anfang des 20. Jahrhunderts | BW                             |
| Apotheke                          | Osterstraße 2 Lage                                | 19. Jahrhundert                               | Mansarddachbau, 19. Jahrhundert | Fotos hochladen                |
| Villa                             | Röttgenweg 5 Lage                                 | um 1900/10                                    | Putzvilla, teilweise Fachwerk, um 1900/10; Gesamtanlage mit Gartenmauer, Garten und Remise | BW                             |
| Bogen                             | Schulstraße, an Nr. 3 Lage                        | 1638                                          | Bogen, bezeichnet 1638 | Fotos hochladen                |
| Wein- und Heimatmuseum            | Schulstraße 5 Lage                                | 1833/34                                       | ehemalige Schule;, Rundbogenstil, 1833/34, Architekt Johann Claudius von Lassaulx | Fotos hochladen                |
| Weingut Schwebel                  | Schulstraße 9/11 Lage                             | 1897                                          | Dreiflügelanlage, bezeichnet 1897; zur Mosel Garten mit Wintergarten/Orangerie, Gusseisen; moselseitiges Kellerportal, bezeichnet 1860/1891; Gesamtanlage mit Garten | weitere Bilder Fotos hochladen |
| Kellerportal                      | Spitalseck, an Nr. 5 Lage                         | 1699                                          | Kellerportal, bezeichnet 1699, Keller wohl älter | Fotos hochladen                |
| Spital                            | Weinhof 2 Lage                                    | 17. oder 18. Jahrhundert                      | Fachwerkbau, teilweise massiv und verschiefert, 17. oder 18. Jahrhundert | BW                             |
| Wohnhaus                          | Weinhof 3 Lage                                    | 18. Jahrhundert                               | barocker Putzbau, Fachwerkgiebel, 18. Jahrhundert | BW                             |
| Zehnthof                          | Zehnthof 12, Zehnthofstraße 18 Lage               | um 1200                                       | Zehnthof des Aachener Marienstifts, um 1200; Bruchsteinbau, moselseitig romanische Rundbogenfenster; rückwärtig jüngeres Fachwerkhaus, Ständerbau (?) | BW                             |
| Denkmal                           | nördlich des Ortes, auf dem Hexenhügel Lage       | 1925                                          | Stele, 1925 errichtet zur Erinnerung an die Opfer der Hexenverfolgung; ältestes bekanntes Denkmal der Hexenverfolgung | Fotos hochladen                |
| Winninger Röttgen                 | nordöstlich des Ortes Lage                        |                                               | terrassierte Steillagenweinberge; bauliche Gesamtanlage | Fotos hochladen                |
| Winninger Brückstück              | nordöstlich des Ortes Lage                        |                                               | terrassierte Steillagenweinberge; bauliche Gesamtanlage | Fotos hochladen                |
| Winninger Uhlen                   | westlich des Ortes Lage                           |                                               | terrassierte Steillagenweinberge neben der Autobahnbrücke; bauliche Gesamtanlage | Fotos hochladen                |